# Kobore
kobore（コボレ）は、日本の男性4人組ロックバンド。2015年結成。所属事務所はスピードスター・ミュージック。所属レコード会社は日本コロムビア。

## メンバー
- 佐藤 赳（さとう たける） - ボーカル・ギター
1996年5月29日（29歳）
弟と妹がいる
府中東高校出身軽音部
RADWIMPSの野田洋次郎に憧れ、野田のトレードマークであるハットとサルエルパンツを真似た衣装を身に着けてKANA-BOONのコピーバンドをやっていた
SNSでX（旧Twitter）はやっておらず、Instagramのみである。投稿の語尾に「ZE」というものをつけがちであるが、特別な意味があるわけではない
ライブでは「さいくぉぉぉう！（最高！）」と叫ぶ癖があった。元ネタは亀田史郎の発した3150（インターネットスラング）
水卜麻美アナウンサーがタイプ
歌詞を覚えるのが苦手
キャッチフレーズは｢焦がせ歌うまヒーロー｣

- 安藤 太一（あんどう たいち） - ギター
1995年5月26日（30歳）
府中東高校出身
メンバー内で最年長。
2019年の夏頃にダイエットをして7キロの減量に成功している
TwitterやInstagramによく演奏動画を上げている。マスロックやポストロックを彷彿とさせるギタープレイが特徴
女優の高畑充希が好きで、会うのが夢。以前彼女を真似て髪型をレイヤードマッシュウルフにしたが、全然似ていなかった。
服装は古着を中心として着ている。メンバーの中で一番髪が長い。髪型はパーマをかけている[1]
キャッチフレーズは｢今日もこれ着ていただきます｣
大食漢である。2022年11月21日、日本テレビのバラエティ番組『有吉ゼミ』の人気コーナー「チャレンジグルメ」に出演。3.5kg超えのあんかけ焼きそばを完食した[2]。その食べっぷりから再度出演している。2023年7月31日放送分で4連続完食を記録。スタジオに招かれ有吉と対面した。坂上忍からは「痩せてるのに」と讃えられた[3]。

- 田中 そら（たなか そら） - ベース
1997年7月7日（27歳）
弟が1人いる。
府中東高校出身
嫌いな食べ物はチーズだが、好物はピザ[4]。好きな飲み物は野菜ジュース
映画好き
女性アイドルグループが好きである。とりわけ、坂道シリーズが好きであり、乃木坂46の推しメンは星野みなみ、日向坂46の推しメンは加藤史帆である。加藤とは一度、レコメンにゲスト出演した際対面した。
ライブ中、”田中そらステップ“という膝と腰をふんだんに使い左向きで演奏する
好きなタイプは足が速い人と、相席食堂が好きなどミーハーな人
ローソンでバイトしていた時にしばしばお客様のお弁当を爆発させていた
ゴールドジムの会員で筋トレ励んでいるが、ボーカルの佐藤に腕相撲で勝てたことがない
キャッチフレーズは｢今日も広めに4LDK、膝ガミ様｣

- 伊藤 克起（いとう かつき） - ドラム
1998年6月8日（27歳）
2017年3月に加入。現在のメンバーのなかでは最年少
府中西高校出身
シンバルメーカーのZildjianとエンドースメントを組んでいる
一人っ子である
ウサギうさぎを飼っている
下戸である。また、片頭痛に悩まされている。
メンバーの中で1番のゲーマー。夜更かしが多く、いわゆる夜型人間である
キャッチフレーズは｢今日も一日フルコンボ｣

## 略歴
- 2015年 - 弾き語りで活動していた佐藤赳がメンバーを集めるため、自身が所属していた東京都立府中東高等学校軽音楽部の先輩である安藤太一、後輩の田中そらを誘い活動開始。
- 2016年 - デモCD『ヨルノカタスミ』をリリース。
- 2017年
  - 3月 -  サポートドラマーの伊藤克起が加入し、現編成となる。幕張メッセ国際展示場で開催されたビクターロック祭り2017に出演。
  - 9月 - 1stミニ・アルバム『アケユク ヨル ニ』をリリース。リリースイベント「kobore pre. ヨルノカタスミ vol.4 kobore 1st mini album "アケユク ヨル ニ" レコ発！」を開催。
- 2018年
  - 3月 - シングル『アフレル』をリリース。リリースツアー「kobore "アフレル" release tour」を開催。
  - 5月 - 2ndミニ・アルバム『ヨル ヲ ムカエニ』をリリース。リリースツアー「kobore "爆音を鳴らせTOUR 2018"」を開催。
- 2019年
  - 1月 - 1stフルアルバム『零になって』をリリース。リリースツアー「kobore スーパーソニックTOUR 2019」を開催。
  - 8月 - 国営ひたち海浜公園で開催されたROCK IN JAPAN FESTIVAL 2019に出演。1stEP『音楽の行方』をリリース。全国ツアー「ダイヤモンドTOUR2019」を開催。
  - 12月 - 新曲「ボーイズアンドガールズ」が文化放送受験生応援キャンペーンソングとして起用され、自身初のタイアップとなる。同月、配信シングルとして『ボーイズアンドガールズ』をリリース。FM802「RADIO CRAZY 2019」に出演。
- 2020年
  - 4月 - 2ndシングル『タイムフロウ』をレーベル公式通販限定でリリース。
  - 8月 - 2ndフルアルバム『風景になって』を日本コロムビアからリリースしメジャー・デビュー。リリースツアー「kobore HEBEREKE TOUR 2020」を開催。
  - 10月 - interFMにて自身初のレギュラー番組「koboreのHEBEREKE RADIO」が放送開始（2021年3月27日まで）。
- 2021年
  - 2月 - ワンマンツアー「kobore HARU ICHIBAN TOUR 2021」を開催（3月まで）。
  - 6月 - タワーレコード限定で2ndシングル『タイムフロウ』のリリースを解禁。対バンツアー「FULLTEN TOUR 2021」を開催（7月まで）。
  - 9月 - ワンマンツアー「koboreワンマンツアー2021『ZERO RENGE TOUR』」を開催（11月まで）。
- 2022年
  - 3月 - 3rdアルバム『Purple』をリリース。リリースツアー「VIOLET TOUR 2022」を開催。
  - 10月 - 新曲「STRAWBERRY」がフジテレビ系テレビアニメ『デジモンゴーストゲーム』のエンディングテーマに起用される。同月、配信シングルとして『STRAWBERRY』をリリース。対バンツアー「HOWLING TOUR 2022」を開催。
- 2023年
  - 3月 - 4thアルバム『HUG』をリリース。
  - 5月 - ワンマンツアー「kobore one man 2023『この夜を抱きしめてツアー』」を開催。
  - 8月 - 対バン企画「FULLTEN」を地元・府中Flightにて開催（12月まで）。
- 2024年
  - 2月 - 対バン企画「FULLTEN」を東京、名古屋、大阪、福岡で開催（3月まで）。
  - 7月 - 対バン企画「FULLTEN」を金沢、仙台、札幌で開催。
  - 10月 - 対バン企画「FULLTEN」を東京、名古屋、大阪で開催（11月まで）。
  - 11月 - 5thフルアルバム『FLARE』をリリース。リリースツアー「FLARE TOUR 2025」を開催。

## ディスコグラフィ

### シングル

#### CDシングル
|     | 発売日         | タイトル     | 規格 | 規格品番 | オリコン | 収録アルバム |
| --- | -------------- | ------------ | ---- | -------- | -------- | ------------ |
| 1st | 2018年03月07日 | 『アフレル』 | CD   | EGGS-028 | -        | （未収録）   |

#### 配信限定シングル
|     | 配信日         | タイトル                   | 規格                   | ビルボード | 収録アルバム     |
| --- | -------------- | -------------------------- | ---------------------- | ---------- | ---------------- |
| 1st | 2019年12月14日 | 『ボーイズアンドガールズ』 | デジタル・ダウンロード | -          | 『タイムフロウ』 |
| 2nd | 2022年10月02日 | 『STRAWBERRY』             | デジタル・ダウンロード | -          | 『Hug』          |
| 3rd | 2023年01月11日 | 『うざ。』                 | デジタル・ダウンロード | -          | 『Hug』          |
| 4th | 2024年02月07日 | 『STRAIGHT SONG』          | デジタル・ダウンロード | -          | 『FLARE』        |
| 5th | 2024年04月24日 | 『スウィートドリーム』     | デジタル・ダウンロード | -          | 『FLARE』        |

### アルバム

#### オリジナルアルバム
|     | 発売日         | タイトル         | 規格 | 規格品番                 | オリコン |
| --- | -------------- | ---------------- | ---- | ------------------------ | -------- |
| 1st | 2019年01月23日 | 『零になって』   | CD   | PADF-005                 | -        |
| 2nd | 2020年08月05日 | 『風景になって』 | CD   | COCP-41229               | -        |
| 3rd | 2022年03月09日 | 『Purple』       | CD   | COCP-41722（通常盤）     | -        |
| 3rd | 2022年03月09日 | 『Purple』       | CD   | COZP-18701（初回限定盤） | -        |
| 4th | 2023年3月15日  | 『HUG』          | CD   | COCP-41981               | -        |
| 5th | 2024年11月27日 | 『FLARE』        | CD   | COCP-42395（通常盤）     | -        |
| 5th | 2024年11月27日 | 『FLARE』        | CD   | COCP-42398（初回限定盤） | -        |

#### ミニアルバム
|     | 発売日         | タイトル             | 規格 | 規格品番   | オリコン |
| --- | -------------- | -------------------- | ---- | ---------- | -------- |
| 1st | 2017年09月13日 | 『アケユク ヨル ニ』 | CD   | PADF-001   | -        |
| 2nd | 2018年05月09日 | 『ヨル ヲ ムカエニ』 | CD   | PADF-003   | -        |
| 3rd | 2019年08月21日 | 『音楽の行方』       | CD   | PADF-007   | -        |
| 4th | 2021年06月09日 | 『Orange』           | CD   | COCP-41480 | -        |

#### ライブアルバム
|     | 発売日         | タイトル                                                                       | 規格                   | ビルボード |
| --- | -------------- | ------------------------------------------------------------------------------ | ---------------------- | ---------- |
| 1st | 2023年09月20日 | 『kobore one man 2023「この夜を抱きしめてツアー」at Zepp Shinjuku,2023.07.08』 | デジタル・ダウンロード | -          |

## タイアップ一覧
| 起用年 | 曲名                   | タイアップ先                                                                  |
| ------ | ---------------------- | ----------------------------------------------------------------------------- |
| 2019年 | ボーイズアンドガールズ | 文化放送「〜キミはひとりじゃない〜文化放送 受験生応援キャンペーン」応援ソング |
| 2020年 | FULLTEN                | 読売テレビ/日本テレビ系『ダウンタウンDX』7・8月エンディングテーマ             |
| 2020年 | HAPPY SONG             | 関東 Honda Cars『スタッフドキュメント』篇 CMソング                            |
| 2021年 | 夜空になりたくて       | MBS/TBS系『プレバト!!』6・7月度エンディングテーマ                             |
| 2022年 | STRAWBERRY             | フジテレビ系『デジモンゴーストゲーム』エンディング主題歌                      |
| 2023年 | リバイブレーション     | ABCテレビ『相席食堂』4・5月エンディングテーマ                                 |
| 2024年 | STRAIGHT SONG          | カンテレ/フジテレビ系『土曜はナニする!?』4月クールエンディングテーマ          |
| 2024年 | 36.5                   | 映画『ココでのはなし』主題歌                                                  |
| 2024年 | リボーン               | スペースシャワーTV「BOOM BOOM BOOM」12月度CMソング                            |

## ミュージックビデオ
| 公開日         | 曲名               | 監督         | 出演              | 備考 |
| -------------- | ------------------ | ------------ | ----------------- | ---- |
| 2020年08月05日 | 夜に捕まえて       | （不明）     | （不明）          |      |
| 2021年05月15日 | 夜空になりたくて   | 小笠竜馬     | さいとうなり      |      |
| 2021年06月09日 | 海まで             | 小笠竜馬     | 小野匠 松本さえ子 |      |
| 2022年02月27日 | ジェリーフィッシュ | 大畑貴耶     | （本人映像）      |      |
| 2022年03月08日 | Tender             | 小笠竜馬     | 杵渕京介 重松文   |      |
| 2022年10月15日 | STRAWBERRY         | 小笠竜馬     | 小倉史也 中川紅葉 |      |
| 2023年02月18日 | リバイブレーション | 小笠竜馬     | （本人映像）      |      |
| 2023年03月19日 | もういちど生まれる | 小笠竜馬     | 宇佐卓真 東宮綾音 |      |
| 2024年02月02日 | STRAIGHT SONG      | 横田和樹     | （本人映像）      |      |
| 2024年07月27日 | パーフェクトブルー | 小笠竜馬     | Yuto_Watanabe     |      |
| 2024年09月25日 | ドーナツ           | 小笠竜馬     | 見津賢 榊原有那   |      |
| 2024年11月20日 | リボーン           | Ryo_Uchiyama | （本人映像）      |      |

## メディア出演

### テレビ番組
- 有吉ゼミ（2022年11月21日 - 、日本テレビ） - 「チャレンジグルメ」コーナーに安藤が出演 ※不定期[15][16]
- 高見沢俊彦の美味しい音楽 美しいメシ（2024年11月8日、BS朝日）[17]